# ابراهیم الواعظ
ابراهیم ادهم بن محمد امین الواعظ (۱۸۹۳–۱۹۵۸م) ادیب و حقوق‌دان عراقی بود. در حله زاده شد و در دیوانیه زیست. از دانشکدهٔ حقوق بغداد در سال ۱۹۴۴م فارغ‌التحصیل شد. نمایندهٔ حله در سال ۱۹۳۰–۱ بود. سپس رئیس دادگاه‌های موصل منصوب شد. همچنین رئیس باررسی کل دادگاه‌های عراق بود و مناصب چندی دیگر برگرفت.. «اسبوعیاتی (هفته‌های من)»، و «دیوان» از آثار نظم اوست. «المساجلات الموصلیه» و «الزباء» نیز از آثار اوست. در روزگار عثمانی، از آزادی‌خواهان عراقی بود.